# Давід Пастрняк
Давід Пастрняк (чеськ. David Pastrňák; 25 травня 1996, м. Гавіржов, Чехія) — чеський хокеїст, правий нападник. Виступає за «Бостон Брюїнс» у Національній хокейній лізі.
Вихованець хокейної школи ХК «Гавіржов». Виступав за ХК «Седертельє», «Бостон Брюїнс», «Провіденс Брюїнс» (АХЛ).
В чемпіонатах НХЛ — 715 матчів (363+404) станом на січень 2025.
У складі молодіжної збірної Чехії учасник чемпіонатів світу 2014 і 2015. У складі юніорської збірної Чехії учасник чемпіонатів світу 2013 і 2014.

## Досягнення
- Срібний призер юніорського чемпіонату світу — 2014.
- Володар Моріс Рішар Трофі — 2020 (48 шайб)
- Перша команда всіх зірок НХЛ — 2020, 2023.
- Учасник матчу всіх зірок НХЛ — 2019, 2020, 2023, 2024
- Найцінніший гравець матчу всіх зірок НХЛ — 2020
- Чемпіон світу — 2024
- Друга команда всіх зірок НХЛ — 2025